# Châtelet (architecture)
Pour les articles homonymes, voir Châtelet.

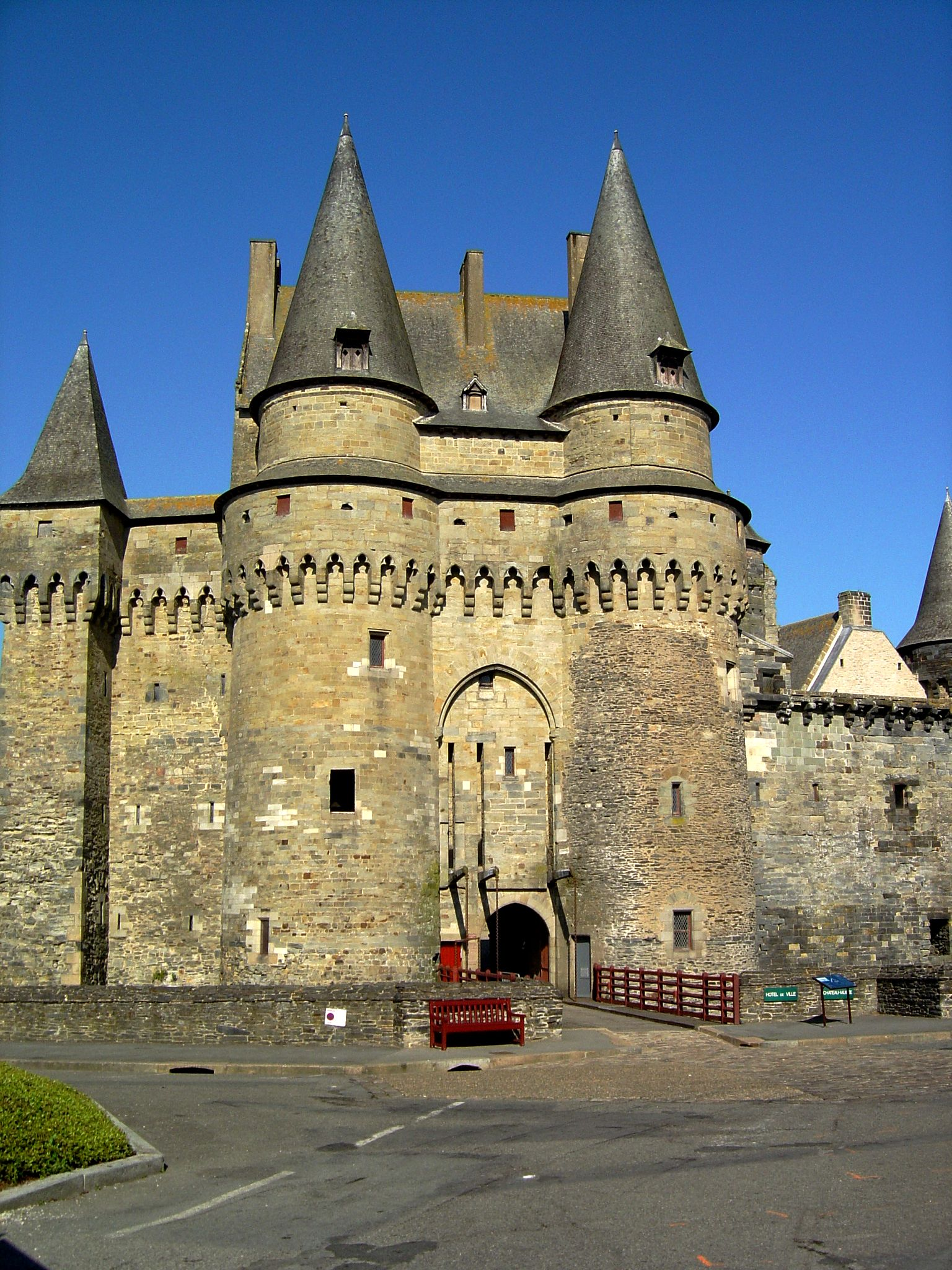
Le châtelet d'entrée (XVe siècle) du château de Vitré, avec ses deux tours en poivrière garnies de mâchicoulis et leur double étage fortifié.

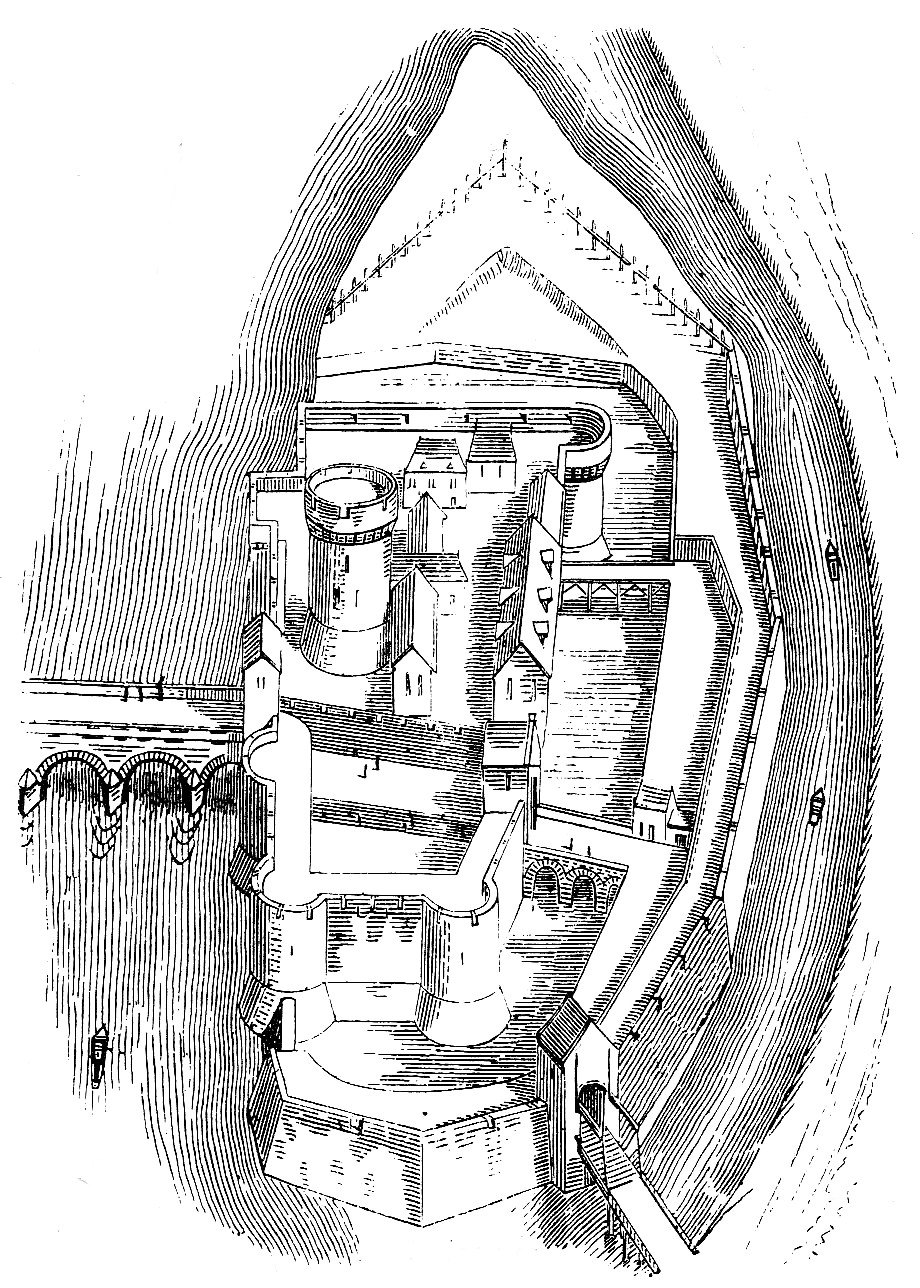
Le châtelet du fort de Limaie à Igoville. Il est situé sur la rive opposée à la ville de Pont-de-l'Arche dont il est censé défendre l'accès au-delà de la Seine et de l'Eure par le pont médiéval.

Le châtelet (terme apparu en 1155, diminutif de castel ou chastel, tous deux dérivés du latin castellum, « forteresse ») est un bâtiment indépendant constituant un ouvrage de défense active chargé de protéger un passage. Le plus souvent, il s'agit de deux tours jumelles de flanquement, encadrant un passage voûté, et qui sont reliées entre elles au-dessus de leur premier niveau.

## Historique

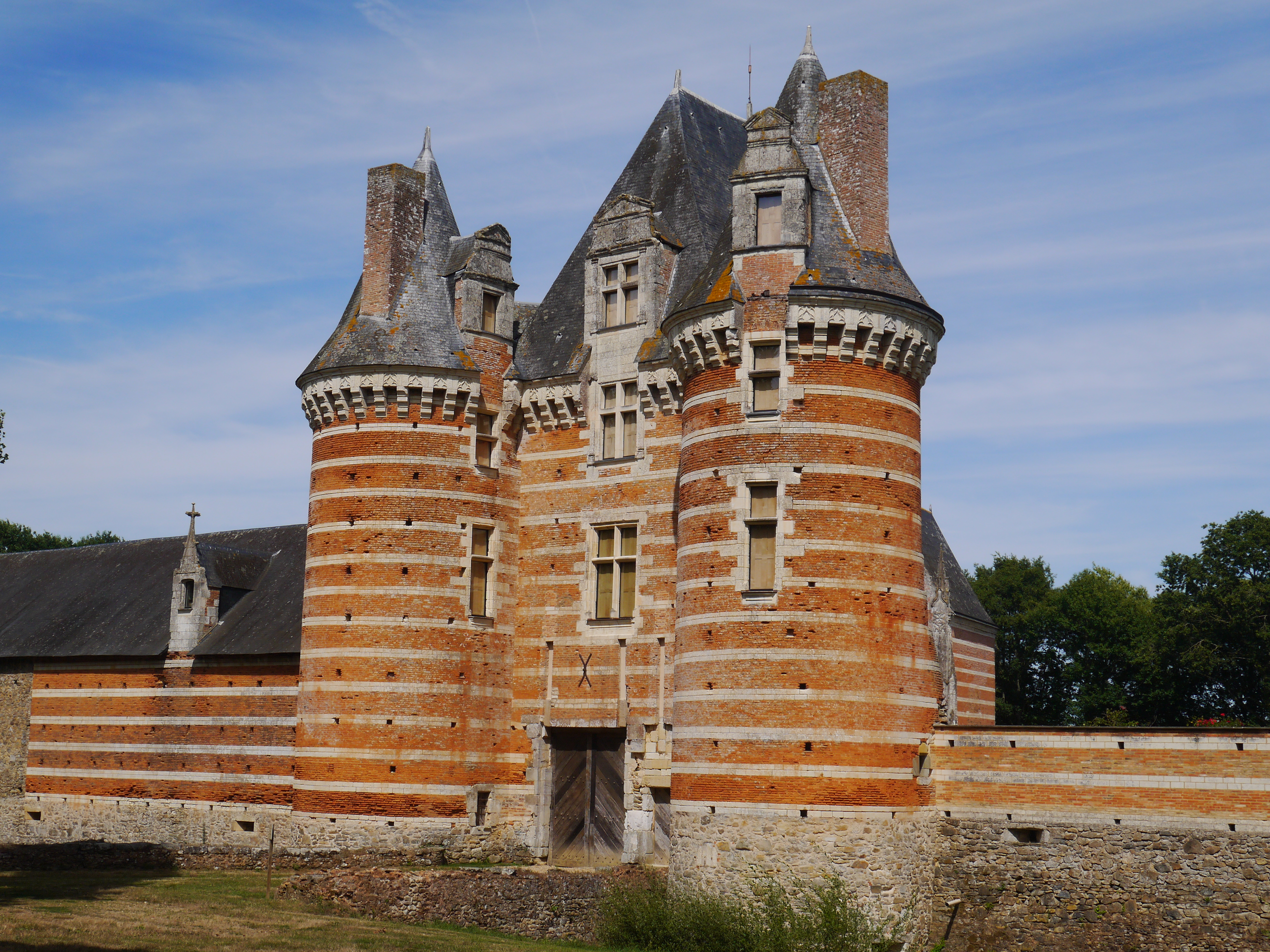
Le châtelet d'entrée du château de Mortiercrolles.

Au Moyen Âge, on appelait « châtelets », de petits châteaux établis à la tête d'un pont, à la porte d'une enceinte ou d'un château, au passage d'un gué, à cheval sur une route en dehors d'une ville ou à l'entrée d'un défilé. On désignait aussi par ce mot des ouvrages en bois et en terre que les assiégeants élevaient de distance en distance entre les lignes de circonvallation et contrevallation pour appuyer les postes destinés à garder ces lignes. Les châtelets prenaient quelquefois l'importance d'un véritable château avec ses lices extérieures, ses logis, ses enceintes flanquées et son donjon. Mais ce qui distingue le châtelet du château c'est avant tout sa fonction : le châtelet défend un passage. Quelquefois il n'était qu'une seule grosse tour carrée à cheval sur celui-ci, ou même un ouvrage palissadé avec quelques flanquements.
Jean II Le Meingre, maréchal de Boucicault, décrit ainsi les fortifications de Gènes au début du XVe siècle :
« … l'autre chastel, feit édifier en la plus forte place de la ville, et est appellé « Chastellet », qui est tant fort que peu à peu de deffense se tiendroit contre tout le monde. Si est faict par telle manière que ceulx d'iceluy chastel peuvent aller et venir, maugré tous leurs ennemis, en l'autre chastel qui sied sur le port que on dict la Darse. »
Le mot est aussi employé dans l'expression « châtelet d'entrée » pour désigner une porte encadrée de deux tours, ou une porte perçant une tour massive. Dans ce cas, le mot « châtelet » ne peut pas être employé seul.
Le Grand Châtelet de Paris gardait, sur la rive nord, l'accès au « Grand Pont » (l’actuel pont au Change) qui traversait la Seine. Un autre ouvrage, le Petit Châtelet, se trouvait sur la rive sud vers la place Saint-Michel et gardait ainsi le « Petit-Pont ».

## Fonctions
Cet ouvrage défensif a un rôle militaire mais aussi symbolique : plus que la nécessité militaire, le seigneur peut vouloir manifester sa volonté d'ostentation et de dissuasion. Enfin cet ouvrage peut servir de logement.